# Theodor Körner
|  | Aquest article tracta sobre un president d'Austria. Si cerqueu l'escriptor, vegeu «Theodor Körner (escriptor)». |

Theodor Körner (pronunciació alemanya: [ˈteːoˌdoːɐ̯ ˈkœʁnɐ] ( escolteu-ho); 23 d'abril de 1873 a Újszőny, Imperi Austrohongarès - 4 de gener de 1957 a Viena, Àustria) va ser President d'Àustria del 21 de juny de 1951 fins al 4 de gener de 1957. Va pertànyer al Partit Socialdemòcrata d'Àustria (SPÖ).
Theodor Körner va ser burgmestre i governador de Viena del 1945 fins al 1951.